# Pharmakologie
Die Pharmakologie (über lateinisch Pharmacologia – ‚Arzneimittellehre‘, bis ins 19. Jahrhundert gleichbedeutend mit Pharmazie – von altgriechisch φάρμακον phármakon ‚Mittel‘, ‚Stoff‘, ‚Arzneimittel‘, und -logie ‚Lehre‘) ist die Wissenschaft von der Wechselwirkung zwischen Stoffen und Lebewesen.

## Abgrenzung
Die Pharmakologie betrachtet die Wechselwirkung von Stoffen und Lebewesen zunächst wertneutral, ohne Rücksicht auf die Nützlichkeit bzw. Schädlichkeit der untersuchten Stoffe. In einem zweiten Schritt kann gewertet und zwischen Stoffen mit Arzneiwirkung (Arzneimitteln) und Stoffen mit Schadwirkung (Giften) unterschieden werden, wobei die Trennung oft unscharf ist.

## Geschichte
Die Pharmakologie als Arzneimittellehre reicht in Ansätzen bis in die Antike zurück (Galenos, Pedanios Dioskurides). Erste Grundlagen einer Pharmakologie (der Lehre vom Pharmakon) waren jedoch bereits in der hippokratischen Medizin geschaffen worden, bevor die Pharmakologie sich in hellenistischer Zeit als eigenständige Disziplin konstituiert.
Als Wegbereiter der modernen Pharmakologie gilt vor allem die im 1. Jahrhundert verfasste Materia medica (ein auch genaue Pflanzenbeschreibungen enthaltendes Werk „Über Arzneistoffe“) des Dioskurides. Zu den durch neue Beiträge zur Arzneimittellehre bedeutenden Vertretern der arabischen Pharmakologie im 13. Jahrhundert gehört der andalusische Arzt Abu Muhammad ibn al-Baitar. Im 17. Jahrhundert wurde die Arzneimittellehre unter anderem bereichert durch Raimund Minderer, Wilhelm Homberg, Johann Daniel Major und Johann Sigismund Elsholtz. Die moderne wissenschaftliche Pharmakologie entstand im 19. Jahrhundert parallel mit der Entwicklung der Physiologie, Physiologischen Chemie und Pathologie.

## Wechselwirkungen
Nach Rudolf Buchheim geht die Wechselwirkung zwischen Pharmakon und Organismus in zwei Richtungen:
1. Die Pharmakodynamik erklärt den Wirkungsmechanismus eines Arzneistoffs am Wirkungsort (was macht die Substanz mit dem Körper).[9]
2. Die Pharmakokinetik erklärt, wie und wo sich ein Arzneistoff im Körper verteilt, verändert und ausgeschieden wird (was macht der Körper mit der Substanz).[10]

## Fachgebiete
- Die Allgemeine Pharmakologie untersucht die allgemeingültigen Gesetzmäßigkeiten der Wechselwirkung zwischen Arzneistoff und Organismus, unabhängig vom Arzneimittel.
- In der experimentellen Pharmakologie wird anhand von Modellsystemen versucht, die pharmakologischen Eigenschaften eines Arzneistoffs zu simulieren.
- Die klinische Pharmakologie beschäftigt sich mit der Wirkung von Arzneimitteln bei Anwendung am Menschen (Pharmakotherapie).
- In der Toxikologie werden die schädlichen Wirkungen auf den menschlichen oder tierischen Körper untersucht (Vergiftung).
- In der Chronopharmakologie werden periodisch wiederkehrende und zeitlich vorhersagbare Schwankungen der Wirkung und der Pharmakokinetik von Arzneimitteln bei Menschen und Tieren untersucht.
- Die Pharmakogenetik befasst sich mit dem Einfluss der unterschiedlichen genetischen Ausstattung von Patienten auf die Wirkung von Arzneimitteln.